# Франсиско Мартос
Франсиско Хавиер Мартос Еспигарес (на испански: Fransisco Javier Martos Espigares) е испански футболист.
- Националност: Испания

- Рождена Дата: 4 януари 1983 в село Аламедиля, провинция Гранада, Испания.

- Пост: Десен Защитник

Юноша на Барселона, преминал през всички възрастови групи. Има записани два мача за първия отбор.
От 2009 е футболист на гръцкия „Иракли“.